# ان‌سی‌تی ۱۲۷
اِن‌سی‌تی ۱۲۷ (به انگلیسی: NCT 127) دومین زیرمجموعهٔ گروه موسیقی کره‌ای ان‌سی‌تی است که در سئول فعالیت دارد. این زیرمجموعه در ۷ ژوئیهٔ ۲۰۱۶ و با انتشار آلبوم چندآهنگهٔ ان‌سی‌تی ۱۲۷# آغاز به‌کار کرد و در ابتدا شامل هفت عضو بود: ته‌یونگ، ته‌ایل، یوتا، جه‌هیون، وین‌وین، مارک و هه‌چان. جانی و دویونگ در دسامبر ۲۰۱۶ و جونگ‌وو در سپتامبر ۲۰۱۸ به گروه ملحق شدند.
نام گروه کوتاه‌شدهٔ عبارت Neo Culture Technology (به معنای فناوری فرهنگی نوظهور) و عدد ۱۲۷ است که نشانگر مختصات طولی شهر سئول است.

## اعضا
اعضای کنونی گروه:

### فعال
- ته‌ایل (به کره‌ای: 문태일)
- جانی (쟈니 / 서영호)
- ته‌یونگ (이태용)
- یوتا (유타، به ژاپنی: 中本 悠太 / なかもと ゆうた)
- دویونگ (도영 / 김동영)
- جه‌هیون (재현 / 정윤오)
- جونگ‌وو (김정우)
- مارک (마크 / 이민형)
- هه‌چان (해찬 / 이동혁)

### غیرفعال
- وین‌وین (윈윈)

وین‌وین درسال ۲۰۱۹، طبق تصمیم اس‌ام از ان‌سی‌تی ۱۲۷ خارج و به زیرگروه وِی‌وی ملحق شد.

## ترانه‌شناسی
| آلبوم‌های کره‌ای - منظم-نامنظم (۲۰۱۸) - منطقه نو (۲۰۲۰) | آلبوم‌های ژاپنی - بیدار (۲۰۱۹) |

## کنسرت‌ها و تورها

### تورهای اصلی
- اولین تور ان‌سی‌تی ۱۲۷ 'شهر نو – خاستگاه' (۲۰۱۹–۲۰۲۰)
- دومین تور ان‌سی‌تی ۱۲۷ 'شهر نو – جوایز' (۲۰۲۰)

### حضور در کنسرت‌های دیگر
- ششمین تور جهانی اس‌ام تاون (۲۰۱۷–۲۰۱۸)
- اجرای ویژهٔ ۲۰۱۹ اس‌ام تاون در سانتیاگو (۲۰۱۹)
- اس‌ام تاون ۲۰۱۹ زنده در توکیو (۲۰۱۹)